# Ignaz von Szyszyłowicz
Ignaz von Szyszyłowicz (30 juillet 1857-17 février 1910), également connu sous le nom  'Ignacy Szyszyłowicz' , est un botaniste polonais né à Granica (Sosnowiec). Il a contribué à la partie III.6 de  Caryocaraceae, marcgraviaceae, théacées, strasburgeriaceae  et aux travaux d'Engler et Karl Prantl pour Die natürlichen Pflanzenfamilien  ( Les familles de plantes naturelles ), Leipzig, 1887.
Szyszyłowicz est assistant bénévole à l'Hofmuseum de Vienne, de 1885 à 1891. Il est ensuite professeur de botanique et directeur du collège d'agriculture du Lemberg de 1891 à 1909. Il devient inspecteur des écoles d'agriculture en Galicie en 1898. Szyszyłowicz est mort à Lemberg.

## Publications
- Polypetalae disciflorae Rehmannianae (Disque floral de Polypetalae Rehmannianae...): Sive, Enumeratio Linearum, Malpighiacearum, Zygophyllearum, etc., A. Rehmann, Annis 1875-1880 en Afrique australi extratropica collectarum , à partir des échantillons recueillis par Anton Rehmann de 1875  à 1880, au cours d'un voyage en Afrique du Sud. Les collections de Rehmann provenaient principalement du Natal et du Transvaal[2].